# Duarte Lobo
Pour les articles homonymes, voir Lobo.
Duarte Lobo, baptisé à Alcáçovas le 19 septembre 1565 et mort à Lisbonne le 24 septembre 1646, est un compositeur portugais. Aux côtés de Filipe de Magalhães, de Manuel Cardoso et du roi João IV, il représente l'âge d'or de la polyphonie portugaise.

## Biographie
Élève de Manuel Mendes à l'école d'Évora, il devient maître de chapelle de la cathédrale d'Évora, puis de la cathédrale de Lisbonne en 1594.
Bien que contemporain de la naissance de l'ère baroque, Lobo utilise encore les techniques de la Renaissance dans ses compositions, montrant ainsi l'influence de Palestrina et son éloignement des découvertes italiennes ou allemandes. Il publia six livres de musique sacrée.

## Œuvres
- Officium Defunctorum, 1603
- Cantica Beatae Virginis, 16 Magnificats pour quatre voix, 1605
- Liber Missarum I, 1621
- Liber Missarum II, 1629